# تجربة الخرق

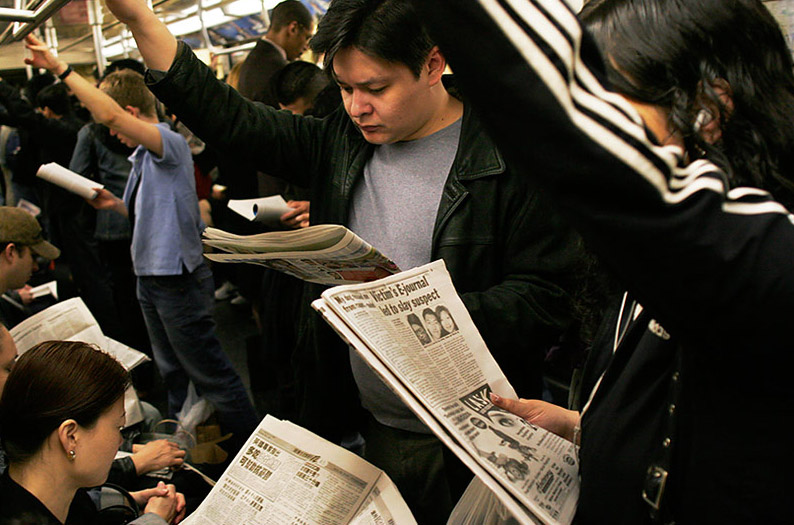
الأماكن المزدحمة مثل قطارات مترو مدينة نيويورك تُعدّ ميدانًا غنيًا لدراسة ردود أفعال الأفراد تجاه خرق القوانين أو المعايير الاجتماعية المقبولة.

تهدف تجربة الخرق (بالإنجليزية: Breaching experiment)‏ في مجالات علم الاجتماع وعلم النفس الاجتماعي إلى دراسة ردود فعل الناس على انتهاكات القواعد الاجتماعية المقبولة بشكل شائع. ترتبط تجارب الخرق بشكل شائع بعلم الاجتماع، وبشكل خاص بأعمال هارولد غارفينكل. تتضمن تجارب الخرق تعريض الشخص الواعي لتصرف، أو خرق غير متوقع للمعايير الاجتماعية، ومراقبة أنواع ردود الفعل الاجتماعية التي تولدها هذه الانتهاكات السلوكية، وتحليل البنية المجتمعية التي تجعل ردود فعل كهذه ممكنة. تجسدت فكرة دراسة انتهاك المعايير الاجتماعية، وردود الفعل المصاحبة لها في تخصصات العلوم الاجتماعية، وتُستَخدم حاليًا في كل من علم الاجتماع، وعلم النفس.
الافتراض وراء هذا النهج ليس فقط أن الأفراد يشاركون يوميًا في بناء قواعد للتفاعل الاجتماعي، ولكن أيضًا أن الناس لا يدركون أنهم يفعلون ذلك. وضع عمل عالم الاجتماع إرفينغ غوفمان الأساس النظري لطرق دراسة بناء الدلالات الاجتماعية اليومية، والقواعد السلوكية، وخاصة عن طريق كسر القواعد غير المقبولة عالميًا. توسع غارفنكل في هذه الفكرة من خلال تطوير علم الاجتماع إلى طريقة بحثية نوعية لعلماء الاجتماع. في وقت لاحق، في السبعينيات والثمانينيات من القرن الماضي، طور عالم النفس الاجتماعي الشهير ستانلي ميلجرام تجربتين لمراقبة وقياس الاستجابات للانتهاكات في المعايير الاجتماعية من أجل تحليل ردود الفعل التجريبية على انتهاك تلك المعايير.

## تجارب إرفينغ غوفمان على التفاعل الاجتماعي
نشر غوفمان مؤلفين أساسيين يتعلقان بهذا المجال: السلوك في الأماكن العامة في عام 1963 والعلاقات في الأماكن العامة: دراسات صغرى للنظام العام، التي نُشرت في عام 1971. يعتمد غوفمان فيما نشره على دراساته السابقة للأفراد في المصحات الذهنية، فضلًا عن المجموعات الاجتماعية الأخرى مشوّهة السمعة، من أجل تسليط الضوء على قواعد التفاعل الاجتماعي المقبولة دون التفكير فيها حتى في كثير من الأحيان، وكذلك النتائج التي تحدث عند كسر هذه القواعد. يجادل بأن القاعدة الأكثر شيوعًا في جميع المواقف الاجتماعية هي تلاؤم الفرد. يعرّف القواعد بأنها نوع من دليل العمل الذي تدعمه العقوبات أو ردود الفعل الاجتماعية، إذ توجد عقوبات على المخالفات، أو كسر القواعد، في حين يُكافأ الأفراد عمومًا على الامتثال. إذا خرق الفرد قاعدة اجتماعية، فغالبًا ما يعزى الفعل إلى شيء ما يعانيه هؤلاء الأشخاص، مثل أنه مريض، أو مصاب بمرض عقلي. على سبيل المثال، الشخص الذي يُلاحظ أنه يتحدث مع نفسه في مكان عام يُفترض أنه مصاب بمرض عقلي من قبل أي شخص قد يلاحظ ذلك.
يذكر غوفمان أن التجمعات الاجتماعية لها أهمية كبيرة في تنظيم الحياة الاجتماعية. يجادل بأن جميع الناس في بيئة اجتماعية لديهم بعض القلق بشأن القواعد التي تحكم السلوك. يمكن اعتبار المخالفات، أو انتهاك قاعدة غير مذكورة كإشارة إلى أنه لا يمكن الوثوق بالجاني حتى لا يستغل الموقف على الرغم من أن الانتهاك الأصلي نفسه قد لا يكون ضارًا فعليًا. يتجه الأفراد إلى الإحساس بأن قواعد المشاركة في التجمعات أمر حاسم لرفاهية المجتمع، وأن هذه القواعد طبيعية، ومصونة.

## هارولد غارفينكل وجعل مشاهد الأمور الاعتيادية مرئية
يقترح غارفينكل أن كل عضو في المجتمع يستخدم توقعات سابقة، أو أساسية لتفسير، وتحديد كيفية التصرف في موقف اجتماعي معين. ومع ذلك، لا يكون الأفراد قادرين على إعطاء وصف صريح لكل من هذه التوقعات، أو القواعد. إحدى الطرق للمساعدة في جعل التوقعات المستقبلية أكثر وضوحًا هي أن تكون غريبًا مع أحداث الحياة العادية. على سبيل المثال، قول مرحبًا عند إنهاء محادثة. على الرغم من أن مصطلح تجربة الخرق قد طُوّر كنتيجة لطريقة غارفينكل، لكنه يحذر من أنه ليس من الصحيح أن نطلق عليها كلمة تجربة، فهو بشكل أكثر دقة عرض توضيحي يهدف إلى إنتاج تفاعل غير منظم من أجل إبراز كيفية إنشاء هياكل الأنشطة اليومية والمحافظة عليها.

تشمل بعض الأمثلة على المشاهد اليومية المنزل أو المدرسة أو مكان العمل. إحدى المهام التي كلّفها غارفينكل لطلاب الدراسات العليا لديه هي تحدي المفاهيم اليومية من خلال طلب التوضيح باستمرار أثناء محادثة عادية مع صديق أو أحد أفراد الأسرة. فيما يلي مثال مقتطف مقتبس من نص غرانفيكل، دراسات في علم الاجتماع:
الحالة 2:
س: مرحبا راي. كيف تشعر صديقتك؟
ي: ماذا تقصد بـ كيف تشعر؟ هل تقصد جسديًا أم عقليًا؟
س: أي كيف تشعر؟ ما خطبك؟ (وبيّن أنه يتطلع بفارغ الصبر للإجابة)
ي: لا شيء. أوضح أكثر، ماذا تعني؟
س: دعك من ذلك. كيف حال تحضيراتك لتقديمك إلى المدرسة الطبية؟
ي: ماذا تقصد بـ كيف حالها؟
س: أنت تعرف ماذا أقصد!
ي: أنا حقًا لا أعرف.

س: ما الذي يحدث معك؟ هل أنت مريض؟